# BMW M Hybrid V8
Chronologie des modèles
BMW V12 LMR
La BMW M Hybrid V8 est une voiture de course conçue par Dallara et BMW M.
Elle répond à la nouvelle réglementation LMDh (Le Mans Daytona h) de l'IMSA et de l'ACO dévoilée en 2020.

## Genèse et développement
Le 20 janvier 2020, en marge des 24 Heures de Daytona, lors d'une conférence de presse commune entre l'IMSA et l'ACO, la catégorie Le Mans Daytona h est présentée. À la suite de cela, Jens Marquardt, directeur de BMW Motorsport, félicite l'ACO et l'IMSA d'être arrivés à un accord. BMW, qui avait quitté le WEC en juin 2019 à l'issue des 24 Heures du Mans, s'était auparavant exclue du programme LMH, en évoquant l'absence d'un équivalent sur route autour duquel elle aurait pu modeler un programme, mais elle avait davantage soutenu une discipline de type DPi. Victor Leleu, directeur de Motorsport BMW North America, indique également qu' « il serait idiot d'ignorer le LMDh et que sur le principe, l'idée est bonne ».
Le 10 juin 2021, Markus Flasch, directeur de BMW M, annonce sur son compte Instagram le retour de BMW M pour les 24 Heures de Daytona 2023. Le lendemain, BMW M confirme son retour avec deux voitures dans le championnat WeatherTech SportsCar Championship 2023 dans un premier temps. La décision de participer au Championnat du monde d'endurance n'est pas prise et sera étudiée dans un second temps,,.
À partir de juillet 2021, BMW M communique sur sa chaîne YouTube l'évolution de la conception à travers différents épisodes appelé MBEDDED. Le 8 septembre 2021, BMW M annonce que les voitures participant au championnat WeatherTech SportsCar Championship seront confiées à l’écurie américaine Team RLL, et que son partenaire pour le châssis sera Dallara.
Le 20 avril 2022, Andreas Roos, directeur de BMW M annonce ses craintes sur le timing qui s'avérerait être plus que serré pour être prêt pour les 24 Heures de Daytona 2023. Le 31 mai 2022, BMW M annonce que la BMW M Hybrid V8 sera présentée dans le cadre des 24 Heures du Mans 2022. C'est ainsi que le 6 juin 2022, la BMW M Hybrid V8 est présentée en vidéo,,.
La voiture boucle ses premiers tours de roue le 25 juillet 2022 sur le circuit italien de Varano de' Melegari, piste d'essai du constructeur italien Dallara, qui est responsable du châssis de la BMW M Hybrid V8,.
Le 26 juillet 2022, BMW M confirme également son retour dans le Championnat du monde d'endurance 2024. Pour cela, les voitures seront confiées à l’écurie belge WRT.

## Compétition

### 2023
24 heures de Daytona

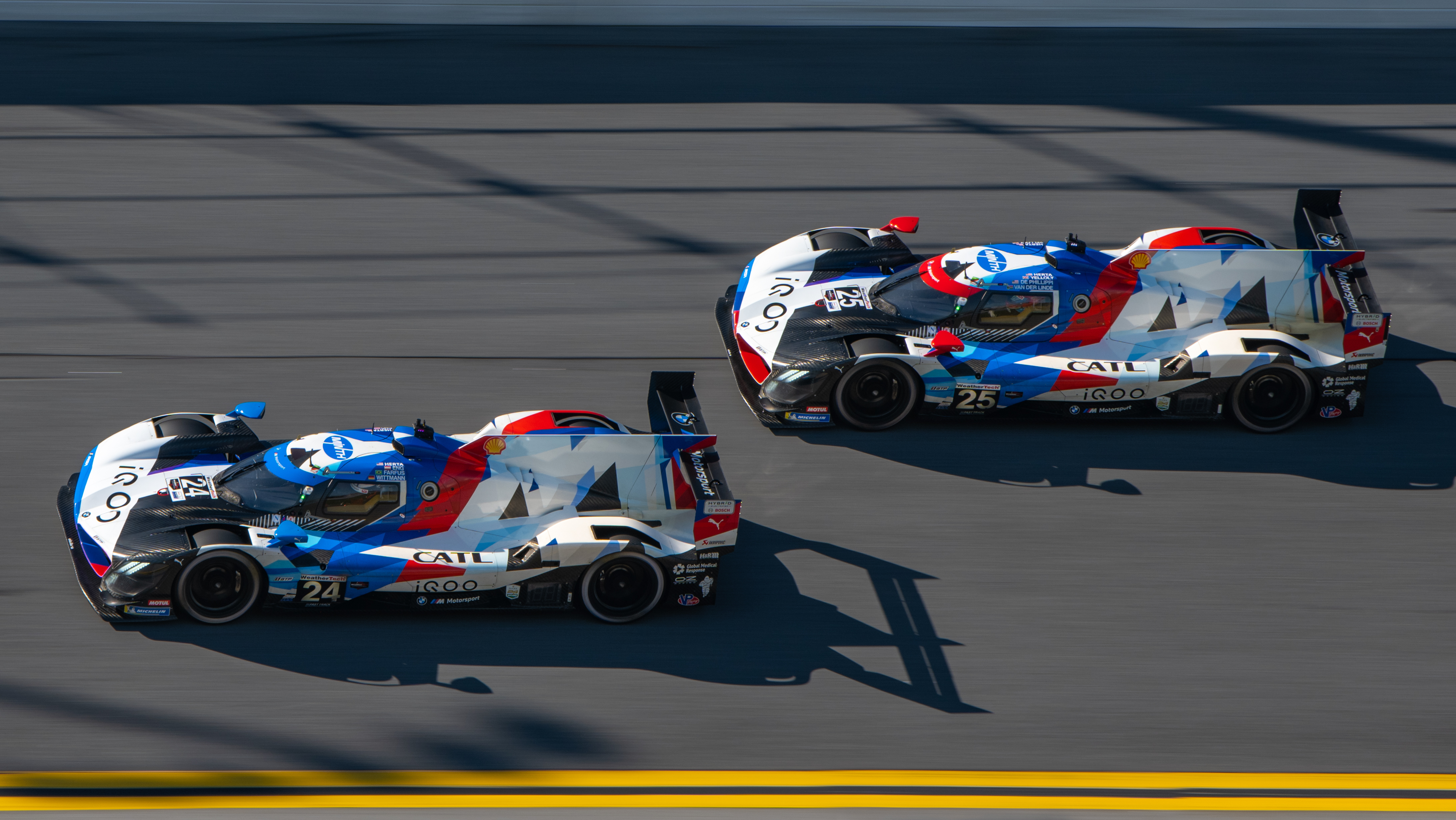
BMW n°24 et n°25 de l'écurie RLL lors des 24 heures de Daytona 2023.

Les qualifications sur le circuit de Daytona sont la première occasion d'observer les nouveaux prototypes de la classe GTP en situation réelle. Les BMW se qualifient à moins d'une seconde du meilleur temps, mais les n°24 et n°25 sont les deux dernières de leur catégorie. Le manque de rythme lors des essais libres et des qualifications est aussi présent lors de la course principale. Au bout d'une heure, les premiers problèmes mécaniques sont apparus. La voiture n°25 a dû s'arrêter pendant une longue période avant de revenir sur la piste pour terminer la course. Un certain nombre de composants ont dû être remplacés sur la n°25 après une défaillance du groupe motopropulseur hybride, un équipement partagé par l'ensemble des concurrents en catégorie GTP. Après deux heures et demie, les voitures sont dans le fond du peloton. La voiture n°24 ne connait aucun problème mécanique, mais son manque de rythme a entraîné une 6e position à la fin de la course. Les pilotes de la n°24 réalisent des performances constantes mais la voiture n'a pas le rythme de ses 3 autres rivales. La voiture n°25 termine la course, mais à la 48e place, avec 131 tours de retard sur le gagnant.
12 heures de Sebring
La séance de  qualification sur le circuit de Sebring est peu satisfaisante pour l'équipe. Les BMW se qualifient une nouvelle fois dans le bas du tableau de leur catégorie. Seule la n°2 arrive à se qualifier devant un concurrent, la Porsche n°7. Cependant, une nouvelle fois l'écart de performance reste faible, les deux voitures n°2a et n°25 sont à environ 1 seconde du leader de cette séance. Si lors du départ, les deux BMW sont à l'arrière, c'est lors de la seconde moitié de la course que la n°25 s'installe à l'avant du peloton. À une heure et demie de la fin, un changement de freins imprévu implique que la voiture perd un tour sur celle de tête. Néanmoins, Nick Yelloly réussit à remonter lors des dernières minutes la course et termine 2e. Celles-ci sont particulièrement chaotiques car les 3 premières voitures de tête, les Porsche n°6 et n°7 ainsi que l'Acura n°10 se percutent. La voiture n°24 se trouve parmi les leaders du peloton GTP pendant les premières heures de la course. Elle est ramenée plus tard aux stands en raison d'un problème technique et est retirée de la course,,.
Grand Prix de Long Beach
Le circuit temporaire de rues de Long Beach accueille la course la plus courte de la saison, d'une durée de 100 minutes. Un circuit relativement nouveau pour plusieurs pilotes de l'écurie, puisque seul De Phillippi a eu l'occasion de rouler en course sur ce circuit dans le passé, Yelloly, Farfus et Eng y courent pour la première fois. Les qualifications sont les meilleures des BMW jusque là. Même si l'écart est de plus de 1 seconde avec la voiture en pole position, les deux voitures se qualifient dans le milieu de la grille de leur catégorie, respectivement 4e pour la n°25 et 5e pour la n°24. Les dix premières minutes de la course sont impactées par une période de neutralisation, à la suite d'un incident au premier tour. Yelloly arrête la voiture n°25 au 33e tour pour céder le volant à De Phillippi. Deux tours plus tard, Farfus ramène la voiture n°24 aux stands et Eng prend le relais dans le cockpit. De Phillippi commet une erreur en se battant pour la deuxième place et sort de la piste au 58e tour. Cette erreur ramène la voiture à la 4e place, mais il remonte en 3e place par la suite et établit le meilleur tour de la course. Il parvient même à occuper la 2e place dans les dernières minutes de la course. La n°24 reste 4e au terme de la course. L'écurie réalise ainsi son meilleur résultat de la saison.
Monterey Sports Car Championships
Sur le circuit de Laguna Seca, les deux BMW retrouvent les deux dernières places sur la grille de leur catégorie, 7e pour la n°25 et 8e pour la n°24. Les deux BMW M Hybrid V8 réalisent un bon départ et gagnent plusieurs positions au cours des premiers tours de la course, malgré leur position sur la grille de départ. Pendant la première moitié de la course, elles se maintiennent dans le peloton serré des GTP. Dans la seconde moitié de la course, la stratégie devient un facteur crucial car le circuit de Laguna Seca est réputé pour l'usure qu'il provoque aux pneumatiques. Lors du dernier arrêt aux stands, l'écurie change les quatre pneus de la voiture n°24, tandis qu'ils n'en changent que deux sur la voiture n°25. Cela permet à la n°24 de maintenir sa 5e place, tandis que la n°25 passe de la 3e à la 8e place.
6 Heures de Watkins Glen

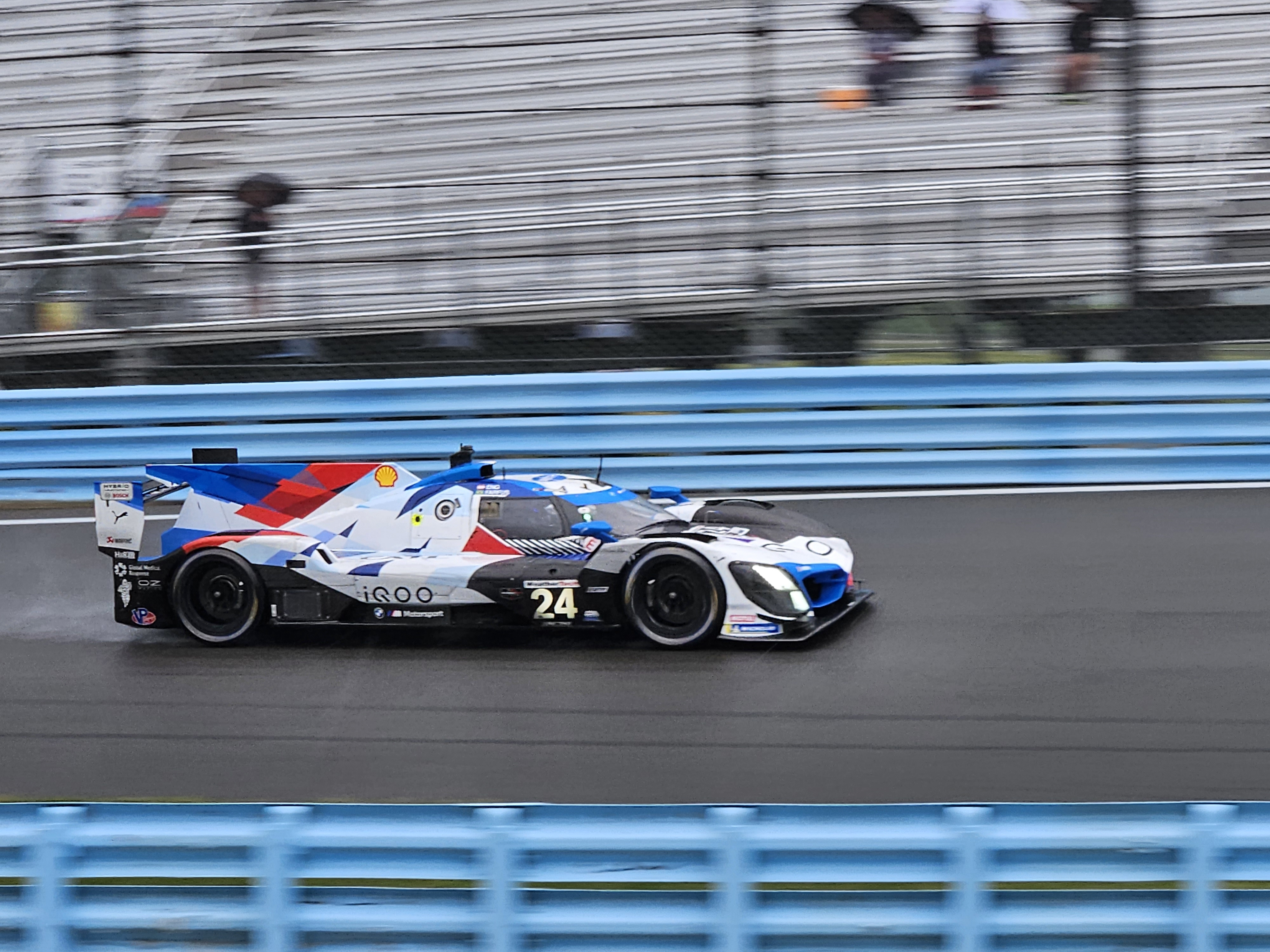
BMW n°24 de l'écurie RLL lors des 6 Heures de Watkins Glen 2023.

Dans la classe GTP, les deux BMW M Hybrid V8 démarrent la course depuis la 5e et 7e place sur la grille après que les qualifications aient été annulées en raison de fortes pluies le samedi. Dès le début de la course, dans le tout premier virage, Augusto Farfus perd le contrôle de la n°24 et percute la barrière alors que les pneus sont encore froids. La voiture est trop endommagée pour être réparée, et abandonne donc. La voiture n°25 va elle aussi connaître un accident. Lorsque la Cadillac n°1 de Sébastien Bourdais connait une perte de contrôle en essayant de dépasser une GTD, la BMW n°25 au mains de De Phillippi la percute par l'arrière, provoquant l'intervention de la voiture de sécurité. Les deux voitures doivent rentrer aux stands pour effectuer des réparations. La BMW n°25 arrive à rester dans le même tour que les leaders. L'équipage de la n°25 maintient un rythme soutenu et se hisse en tête au cours de la dernière heure. Ce n'est que dans les cinq dernières minutes qu'ils cèdent la place à la Porsche n°6. L'équipage de la n°25 ne peut rien faire car les dernières minutes se déroulent sous voiture de sécurité, et elle franchit la ligne d'arrivée à la 2e place. Néanmoins, la Porsche n°6 sera déclassée car elle enfreint le règlement concernant l'épaisseur des patins. De ce fait, la victoire revient à la voiture n°25, la première victoire d'une BMW M Hybrid V8 de la saison,.
Grand Prix automobile de Mosport
La séance de qualification sur le Canadian Tire Motorsport Park est dominée par les deux Acura ARX-06. Les BMW sont reléguées à plus de 1 seconde du meilleurs temps et terminent à la 6e place pour la voiture n°24 et à la 7e pour la voiture n°25. Pour la course, l'écurie tente un pari stratégique sur la voiture n°25 : elle fait rentrer la voiture aux stands aux 14e tour pour ne la ravitailler qu'en carburant, de ce fait celle-ci se retrouve en fin du classement GTP. Cependant, elle prend la tête de la course lorsque les autres voitures s'arrêtent aux stand pour la première fois. Aucune voiture de sécurité n'est déployée après que la BMW a pris la tête, ce qui fait quelle ne peut utiliser son avantage. Même si la stratégie n'a pas permis à la BMW de conserver la tête de la course, les pilotes parviennent néanmoins à se hisser à la 3e place et à monter sur le podium. La voiture n°24 connait une course difficile : bloquée à l'arrière du peloton pendant la majeure partie de la course, elle n'est pas en mesure de rattraper ses concurrentes et termine à la 8e place,.

### 2024

#### WeatherTech SportsCar Championship
24 heures de Daytona
Lors de la séance de qualification, les BMW n°25 et n°24 se placent respectivement aux 4e et 8e positions, en progrès par rapport à l'année dernière.

## Technique
Lors de la phase d'évaluation du groupe propulseur, ont été examinés le moteur turbo quatre cylindres P48 de la BMW M4 DTM et le moteur turbo huit cylindres P63 de la BMW M8 GTE, mais les problèmes potentiels de fiabilité du P48 et le poids élevé du P63 ont constitué des aspects négatifs. C'est pourquoi le moteur moteur P66 a été sélectionné,. Le P66/1, originellement un Moteur atmosphérique, est alors développé en utilisant une solution Bi-Turbo et en le couplant avec un groupe motopropulseur électrique.

## Palmarès
- 2023 : Victoire de la #25 pilotée par Connor De Phillippi et Nick Yelloly au 6 Heures de Watkins Glen 2023
- 2024 : Victoire de la #24 pilotée par Philipp Eng et Jesse Krohn au 6 Heures d'Indianapolis 2024

## Pilotes
- Philipp Eng
- Augusto Farfus (Endurance)
- Marco Wittmann (Endurance)
- Connor De Phillippi
- Nick Yelloly
- Sheldon van der Linde (Endurance)
- Colton Herta (Endurance)
- René Rast
- Robin Frijns[43],[44]
- Raffaele Marciello
- Dries Vanthoor
- Maxime Martin (Endurance)
- Jesse Krohn